# ژوزف مولر
ژوزف مولر (انگلیسی: Joseph Muller; ۹ مارس ۱۸۹۵ – ۸ مهٔ ۱۹۷۵) دوچرخه‌سوار اهل فرانسه بود.